# Augustineum

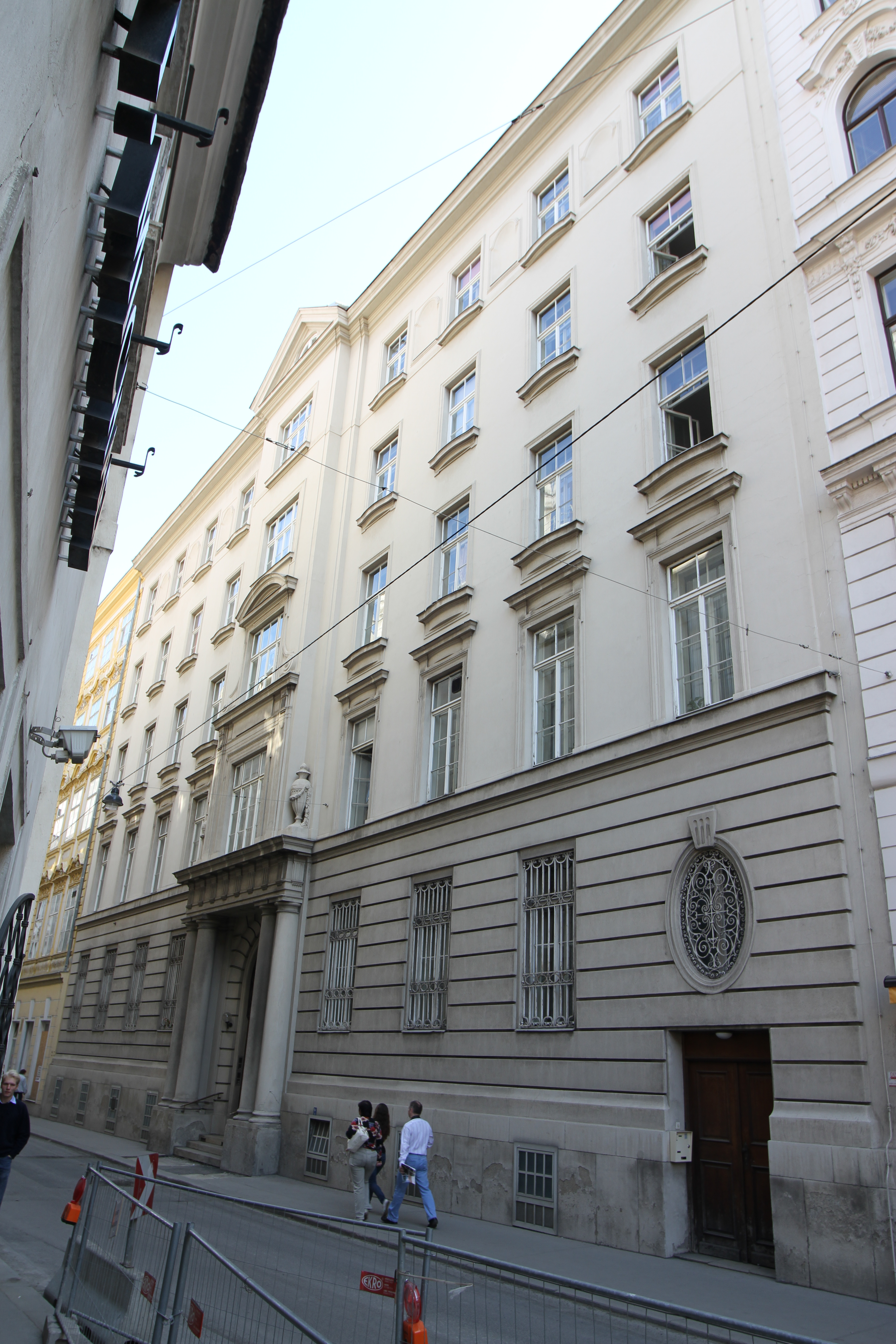
Budynek Augustineum w Wiedniu

Augustineum (Frintaneum) – instytut teologiczny im. św. Augustyna, działający od 1816 w Wiedniu.
Instytut został założony przez cesarza Franciszka I, był przeznaczony dla księży katolickich.
Absolwentami Instytutu byli między innymi: Grzegorz Chomyszyn, János Csernoch, Juraj Dobrila, Lajos Haynald, Johann Michael Häusle, Hryhorij Jachymowycz, Anton Bonaventura Jeglič, Janez Evangelist Krek, Johann Rudolf Kutschker, Jernej Legat, Spirydion Litwinowicz, Franz Xaver Nagl, Mihael Napotnik, Andreas Posch, Franz Joseph Rudigier, Rudolf von Scherer, Frančišek Borgia Sedej, Josyf Sembratowycz, Josip Juraj Strossmayer, Franciszek Ksawery Wierzchleyski.